# Benji (película de 2018)
Benji es una película estadounidense de drama familiar de 2018 escrita y dirigida por Brandon Camp y producida por Blumhouse Productions. La película es un reinicio de la película de 1974 del mismo nombre, que fue dirigida por el padre de Camp, Joe. Es protagonizada por Gabriel Bateman y Darby Camp.
La película fue estrenada el 16 de marzo de 2018 por Netflix.

## Sipnosis
Trata de dos hermanos llamados Carter (Gabriel Bateman) y Frankie (Darby Camp) que encuentran un perro callejero y lo llevan a casa, pero su mamá (Kiele Sanchez), que es una adicta al trabajo no permite que sus hijos tengan mascotas. De una vez, los niños son secuestrados por criminales y el único que debe rescatarlos es el perro.

## Reparto
- Fairfield como Benji.
- Gabriel Bateman como Carter Hughes.
- Darby Camp como Frankie Hughes.
- Kiele Sanchez como Whitney Hughes.
- Gralen Bryant Banks como Sam King.
- Will Rothhaar como Syd Weld.
- Angus Sampson como Titus Weld.
- Jerod Haynes como Lyle Burton.
- Lacy Camp como Oficial.
- Jim Gleason como el Capitán Newsome.
- Brady Permenter como Brute.
- James W. Evermore como vendedor de perros calientes.
- Tom Proctor como capitán de cajún.
- Arthur J. Robinson como el Sr. Okra
- Rott como él mismo.
- Mongrel como ella misma.

## Producción
El 21 de mayo de 2016, Blumhouse Productions anunció un reinicio de la película Benji de 1974 que sería dirigido por Brandon Camp con Gabriel Bateman como protagonista de la película.

### Rodaje
La fotografía principal de la película comenzó en octubre de 2016.